# Чифлик (община Чешиново-Облешево)
Вижте пояснителната страница за други значения на Чифлик.
Чифлик или Полски Пашаджик (на македонска литературна норма: Чифлик) е село в източната част на Северна Македония, в община Чешиново-Облешево.

## География
Селото е разположено в Кочанското поле, западно от град Кочани. На югоизток от него се намира планината Плачковица. Покрай Чифлик тече реката Брегалница.

## История
В XIX век Чифлик е село в Кочанска кааза на Османската империя. Според статистиката на Васил Кънчов („Македония. Етнография и статистика“) от 1900 година Пашаджик Полски (Чифлик) има 220 жители българи християни.
В началото на XX век население на селото са под върховенството на Българската екзархия. По данни на секретаря на екзархията Димитър Мишев („La Macédoine et sa Population Chrétienne“) през 1905 година в Чифлик (Tchiflik) има 304 българи екзархисти.
На 24 февруари 1992 година митрополит Стефан Брегалнишки поставя темелния камък на параклиса „Успение на Пресвета Богородица“. На 26 януари 2004 година е поставен и темелният камък на църквата „Свети Наум Охридски“.

## Личности
Родени в Чифлик
- Йордан Ефтимов (1924 – 1944), югославски партизанин, Струмишки партизански отряд[4]
- Йордан Мишов, български революционер, деец на ВМОРО